# Steven Cay
Steven Cay (ponekad se piše Steven May ili Meeren Cay) mali je šipražjem prekriven i stjenoviti karipski otok, visok oko 28 stopa i smješten 800 metra zapadno od Cruz Baya na Saint Johnu na Američkim Djevičanskim otocima. To je popularno odredište za ronjenje s disalicom i s bocama.

## Flora i fauna
Vode Steven Caya sadrže koraljne grebene i kožaste koralje (red Alcyonacea), planinske koralje, zvjezdane koralje (rod Astreopora), velike količine riba iz porodica Pomacanthidae i kostorošci, kao i jastoge, šarkarice i koralje Dendrogyra cylindrus.